# 土岐政夫
土岐 政夫（とき まさお、1892年4月1日 - 1965年3月5日）は、日本の官僚。

## 経歴
福岡県朝倉郡安川村（現・朝倉市）に生まれる。1911年、福岡県立中学修猷館、1914年、第五高等学校英語法律科を経て、1918年、東京帝国大学法科大学法律学科（英法）を卒業。
卒業後、司法省に入省し、東京地方検察庁検事、東京地方裁判所判事を務める。1923年、宮内省に移り内匠寮に勤め、大臣官房秘書課長を経て、1940年12月内匠頭、1944年9月帝室博物館（現・東京国立博物館）総長に就任。1946年8月退官。
その後、一時博物館で宮内省御用掛を務め、後に横浜地方裁判所・横浜家庭裁判所調停委員を務めた。

## 栄典
- 1931年（昭和6年）3月20日 - 帝都復興記念章[4]
- 1940年（昭和15年）8月15日 - 紀元二千六百年祝典記念章[5]